# James Wolfe Murray, Lord Cringletie
 (août 2024).
L'honorable James Wolfe Murray, Lord Cringletie (5 janvier 1759-29 mai 1836) est un juriste écossais et un sénateur du Collège de justice.

## Biographie
Murray est né à Louisbourg, sur l'île du Cap-Breton en Nouvelle-Écosse, le 5 janvier 1759, fils de Marion (Mary) Anne Stewart et du lieutenant-colonel Alexander Murray of Cringletie (1719-1762). Son père a servi avec le général Wolfe à Québec, et a donné son nom à James en son honneur.
Il fait ses études à la High School d'Édimbourg, puis étudie le droit à l'université d'Édimbourg.
En 1816, il est nommé Lord of Session avec le titre de Lord Cringletie, du nom de sa maison de campagne, Cringletie House dans le Peeblesshire (reconstruite en 1861 par son fils). Il remplace Allan Maconochie, Lord Meadowbank, décédé. Son adresse à Édimbourg est le 17 Charlotte Square.
Il meurt à Édimbourg le 29 mai 1836 et est enterré à Greyfriars Kirkyard. La tombe se trouve contre le mur ouest d'origine, adossé à l'extension ouest.

## Famille
En avril 1807, il épouse Isabella Katherine Strange (1785-1847). Parmi leurs 11 enfants figurent le général de brigade James Wolfe Murray (1814-1890), père du général de corps d'armée James Wolfe Murray, et le général de division Thomas Andrew Lumsden Murray.